# PLAY-POEMS
PLAY-POEMS（プレイ ポエムス）とは、コナミより発売されたハード・ソフトウェア一体型テレビゲーム機のシリーズ。
それぞれ、ハドソン、コナミ共同開発のマイクロチップ「POEMS」を内蔵した体感ゲーム機で、AVケーブルと電源は付属しておらず、市販のAVケーブルや単3電池4本、もしくは別売のACアダプター・AVケーブルのセットが必要。

## タイトル一覧
熱血パワプロチャンプ（2004年11月11日発売）
コントローラがバットになった体感野球ゲーム。
サクセスモード、しあいモード（攻撃のみ）、ミニゲームを収録。
爽快ゴルフチャンプ（2004年11月11日発売）
コントローラがゴルフクラブになった体感ゴルフゲーム。
絶体絶命でんぢゃらすじーさん ミニゲームで対決じゃっ!（2004年12月9日発売）
でんぢゃらすじーさんの顔型コントローラを用いたミニゲーム集。
マリンバ天国（2005年9月15日発売）
本体上部が五鍵のマリンバを摸した音楽ゲーム。タイトル画面に「BEMANI」のロゴが表示され、BEMANIシリーズのひとつでもある。
絶体絶命でんぢゃらすじーさん パーティーじゃっ!全員集合!!（2005年11月17日発売）
マット型コントローラによるパーティゲーム。
ぐ〜チョコランタン スプーだいすき!プレイマット（2005年11月24日発売）
マット型コントローラによるミニゲーム集。